# 石田信明
石田 信明（いしだ のぶあき、1954年〈昭和29年〉10月22日 - ）は、日本の政治家。第3代長崎県新上五島町長。

## 来歴
長崎県南松浦郡有川町（現・新上五島町）江ノ浜郷生まれ。佐賀大学経済学部卒業。当初は、島外に出て福岡県に定住することを考えていたが、大学時代に所属したサイクリング部の活動で、自転車で耶馬渓から湯布院に向かう道中、地元の青年団員と交流し、その中で境内の端っこにテントを設営する代わりに祭りの神輿担ぎを手伝うこととなり、その後の直会に参加した際に酔った勢いで「何故こんな田舎に若者がいっぱい居るのか」と聞いたところ、「みんなUターン組で、故郷が寂れていくのを見兼ねて帰ってきた」との返答があり、その返答に感銘を受け、故郷で何かしたいと考えるようになり、大学卒業時に役場の採用試験を受けた。
1979年（昭和54年）4月、有川町役場に採用。役場職員として主に財政畑を歩み、新上五島町への新設合併後は総務課長、有川支所総合窓口課長、本庁総合窓口課長、財政課長、総合政策課長などを歴任。第2次総合計画の策定などに携わった。また、商工会のイベントの手伝いや神輿担ぎなどのボランティア活動に取り組んだほか、体育指導員としても活動した。
2015年（平成27年）4月1日、新上五島町副町長に就任。2019年（平成31年）4月1日、新上五島町副町長に再任。
2020年（令和2年）4月16日、江上悦生町長の任期満了に伴う新上五島町長選挙に出馬することを表明。同年8月9日に投開票され、元長崎県議会議員の馬込彰を破り、初当選。
※当日有権者数：1万6392人人 最終投票率：73.22%（前回比：-pts）
| 候補者名 | 年齢 | 所属党派 | 新旧別 | 得票数  | 得票率 | 推薦・支持 |
| -------- | ---- | -------- | ------ | ------- | ------ | ---------- |
| 石田信明 | 65   | 無所属   | 新     | 7,434票 | 62.60% |            |
| 馬込彰   | 67   | 無所属   | 新     | 4,441票 | 37.40% |            |

2024年（令和6年）8月20日、自身の任期満了に伴う新上五島町長選挙が告示され、無投票で再選。

## 町政

### 五島うどん課
『五島うどん』のPRを目的に2024年（令和6年）10月1日付で役場に「五島うどん課」を設置する議案が、同年9月11日に新上五島町議会で全会一致で可決。部署名は石田が決めた。